# Freddy Loix
Freddy Loix (Tongeren, 10 novembre 1970) è un pilota di rally belga.

## Biografia
Iniziò con i kart a 15 anni, per passare presto però ai rally. Disputò la sua prima gara nel 1990 al RTS Rally, in Belgio, a bordo di una Lancia Delta HF 4WD, non riuscendo a terminare la gara. Esordì invece nel mondiale nel 1993 al Rally di Sanremo, su una Opel Astra GSi 16V, classificandosi al nono posto assoluto e al secondo nella classe A7. Nel 1994 diventò campione belga della classe 2 litri (F2).

### La carriera nel mondiale WRC
Nel 1996 approdò nel massimo campionato, disputando tre gare con una Toyota Celica GT-Four del Toyota Team Belgium affiancato dal copilota Sven Smeets, col quale condivise tutto il resto della sua carriera nel mondiale WRC; conquistò i suoi primi punti iridati al rally di Sanremo, dove fu quarto e terminò l'annata al'ottavo posto in classifica generale. Nel 1997 partecipò a sei appuntamenti mondiali sempre con la Toyota Celica e ottenne in suo primo podio al Rally del Portogallo, piazzandosi al secondo posto. Nel 1998 passò a guidare la Toyota Corolla WRC, sempre per la divisione belga della squadra giapponese, conquistando altri due podi in quattro gare disputate e giungendo ancora ottavo a fine stagione.

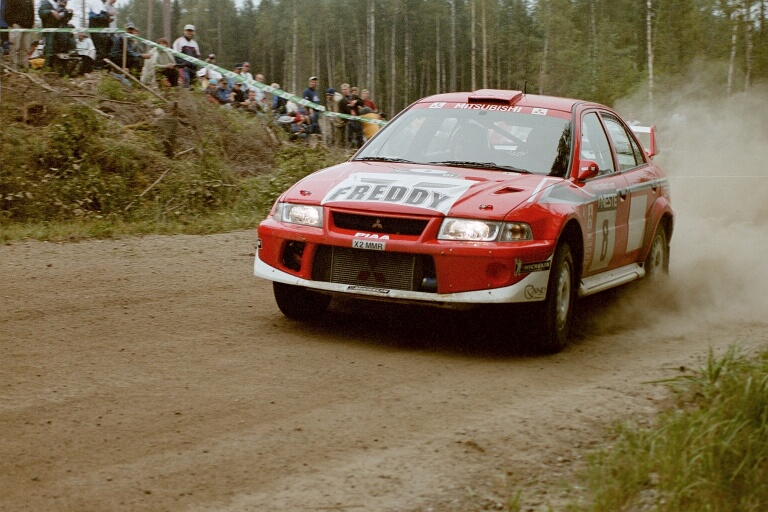
Loix con la Mitsubishi Carisma GT Evo VI nel 2001

Nel 1999 Loix e Smeets passarono alla squadra ufficiale Mitsubishi, affiancando il tre volte campione del mondo Tommi Mäkinen alla guida della Carisma GT Evo VI e dovendo affrontare grandi difficoltà a causa di un brutto incidente accaduto loro nel Safari Rally, quando capottarono a oltre 160 km/h e Loix fu costretto a trascorrere la notte in ospedale per precauzione. Nonostante ciò riuscì a ottenere quattro quarti posti che gli valsero ancora una volta l'ottavo posto nella generale. Continuò a guidare per Mitsubishi nelle due stagioni successive, senza tuttavia riuscire a ottenere piazzamenti a podio.

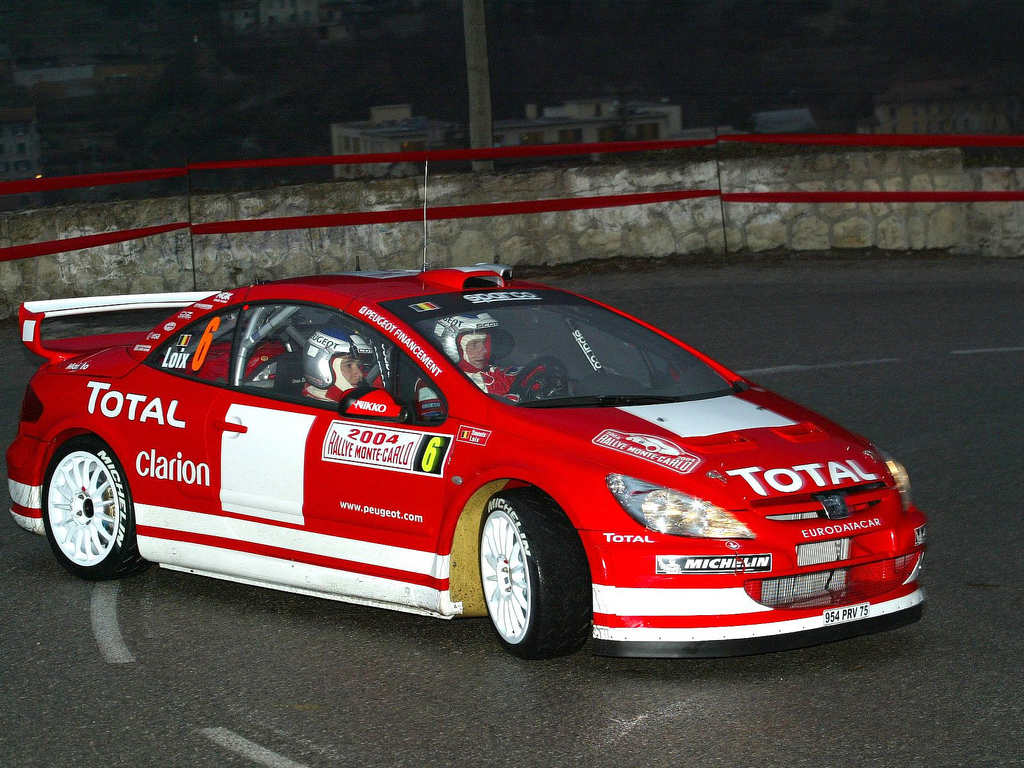
Loix con la Peugeot 307 WRC nel 2004

Nel 2002 venne ingaggiato dalla Hyundai Motorsport e ottenne un solo punto in tutta la stagione con la Accent WRC, con la quale gareggiò anche nel 2003 con risultati analoghi. La sua esperienza nel mondiale rally terminò alla fine della stagione 2004, quando Loix disputò soltanto cinque gare sulla 307 WRC della squadra ufficiale Peugeot, con la quale debuttò nell'ultimo rally del 2003, in Galles, come sostituto di Richard Burns con la 206 WRC.

In totale nel WRC Loix conta 89 gare disputate, 3 podi conquistati e un totale di 34 prove speciali vinte.

### Il passaggio all'IRC

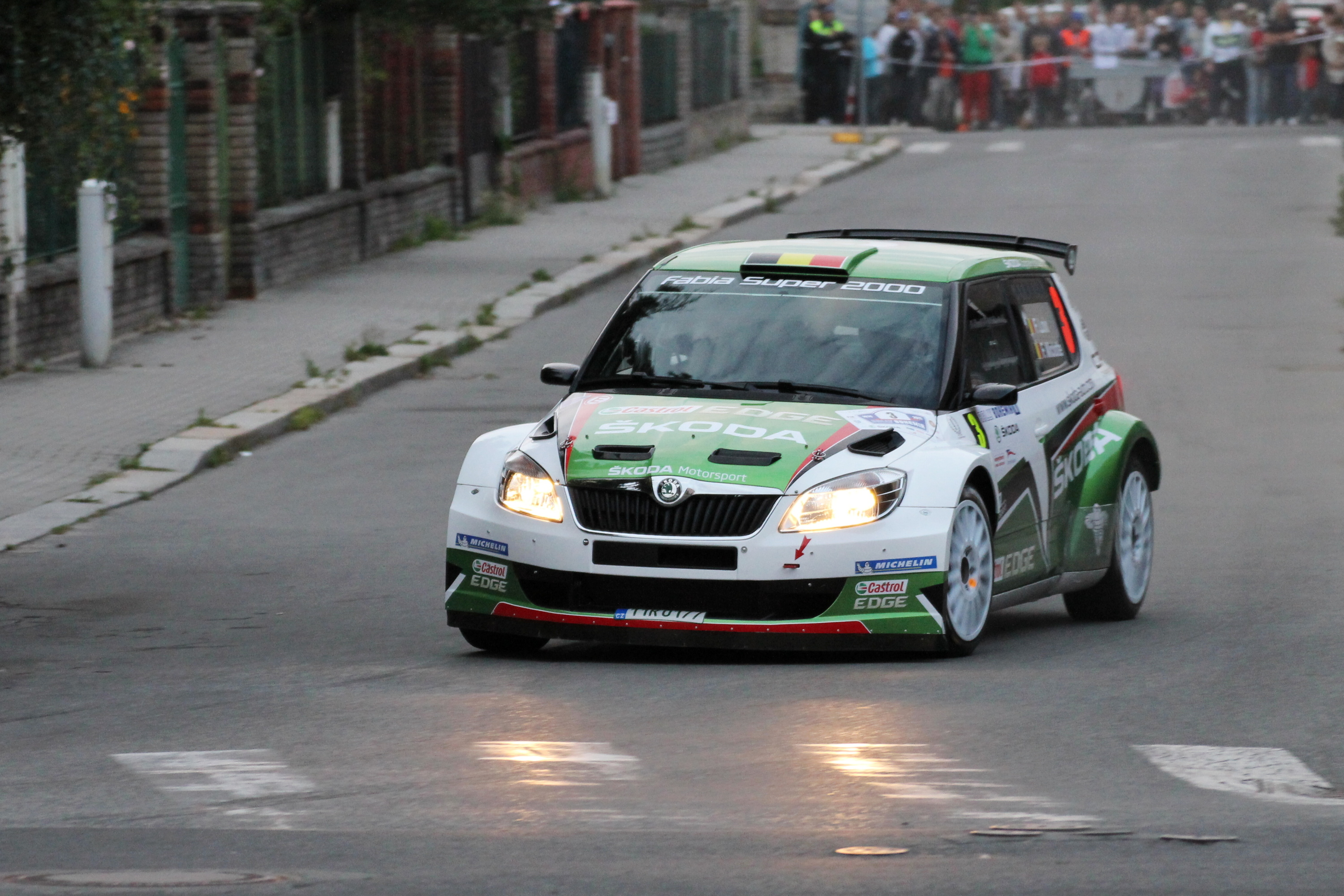
Loix con la Škoda Fabia S2000 nel 2011

Dal 2007 Loix passò alla competizione FIA Intercontinental Rally Challenge (IRC) con il team Peugeot Sport Belgio, alla guida di una Peugeot 207 S2000, con la quale ottenne il suo miglior risultato nella stagione 2008 con 3 vittorie e piazzandosi secondo nella classifica finale piloti. Nella stagione 2010 passò al team Škoda Motorsport, alla guida di una Škoda Fabia S2000, con la quale ottenne 3 vittorie in altrettante partecipazioni.
Loix, al termine del 2010, risultava il pilota ad aver collezionato il maggior numero di vittorie in un rally IRC, con un totale di sei vittorie, compresa una tripletta nel 2010. Gareggiò in questa serie sino al 2012, classificandosi terzo nel 2009 e quarto sia nel 2010 che nel 2011.
Dal 2013 partecipò esclusivamente a eventi minori, soprattutto in Belgio, e decise di ritirarsi dall'attività di pilota professionista nel 2016. Ha gareggiato anche come copilota in tre occasioni, distribuite tra il 2013 e il 2017.

## Vittorie nel WRC-2 Masters Cup
| # | Stagione | Evento             | Co-pilota     | Auto                   |
| - | -------- | ------------------ | ------------- | ---------------------- |
| 1 | 2022     | Rally di Sardegna  | Pieter Tsjoen | Škoda Fabia Rally2 Evo |
| 2 | 2022     | Rally di Finlandia | Pieter Tsjoen | Škoda Fabia Rally2 Evo |

## Risultati nel mondiale rally

### WRC
| 1993 | Scuderia          | Vettura            |  |  |  |  |  |  |  |  |  |  |   |  |  |  |  |  | Punti | Pos. |
| ---- | ----------------- | ------------------ |  |  |  |  |  |  |  |  |  |  | - |  |  |  |  |  | ----- | ---- |
| 1993 | Opel Team Belgium | Opel Astra GSI 16V |  |  |  |  |  |  |  |  |  |  | 9 |  |  |  |  |  | 2     | 55º  |

| 1994 | Scuderia          | Vettura            |  |  |  |  |  |  |  |    |    |  |  |  |  |  |  |  | Punti | Pos. |
| ---- | ----------------- | ------------------ |  |  |  |  |  |  |  | -- | -- |  |  |  |  |  |  |  | ----- | ---- |
| 1994 | Opel Team Belgium | Opel Astra GSI 16V |  |  |  |  |  |  |  | 21 | 14 |  |  |  |  |  |  |  | 0     |      |

| 1995 | Scuderia          | Vettura            |  |  |     |    |  |  |  |  |  |  |  |  |  |  |  |  | Punti | Pos. |
| ---- | ----------------- | ------------------ |  |  | --- | -- |  |  |  |  |  |  |  |  |  |  |  |  | ----- | ---- |
| 1995 | Opel Team Belgium | Opel Astra GSI 16V |  |  | Rit | 14 |  |  |  |  |  |  |  |  |  |  |  |  | 0     |      |

| 1996 | Scuderia            | Vettura               |  |  |  |   |  |  |  |   |   |  |  |  |  |  |  |  | Punti | Pos. |
| ---- | ------------------- | --------------------- |  |  |  | - |  |  |  | - | - |  |  |  |  |  |  |  | ----- | ---- |
| 1996 | Toyota Team Belgium | Toyota Celica GT-Four |  |  |  | 7 |  |  |  | 4 | 4 |  |  |  |  |  |  |  | 24    | 8º   |

| 1997 | Scuderia                                              | Vettura                                    |    |  |  |   |  |  |  |     |  |    |  |   |   |  |  |  | Punti | Pos. |
| ---- | ----------------------------------------------------- | ------------------------------------------ | -- |  |  | - |  |  |  | --- |  | -- |  | - | - |  |  |  | ----- | ---- |
| 1997 | Marlboro Toyota Castrol Belgium e Toyota Castrol Team | Toyota Celica GT-Four e Toyota Corolla WRC | 16 |  |  | 2 |  |  |  | Rit |  | 37 |  | 5 | 7 |  |  |  | 8     | 9º   |

| 1998 | Scuderia                                              | Vettura            |  |  |  |   |   |  |  |   |  |  |  |   |  |  |  |  | Punti | Pos. |
| ---- | ----------------------------------------------------- | ------------------ |  |  |  | - | - |  |  | - |  |  |  | - |  |  |  |  | ----- | ---- |
| 1998 | Marlboro Toyota Castrol Belgium e Toyota Castrol Team | Toyota Corolla WRC |  |  |  | 3 | 2 |  |  | 5 |  |  |  | 6 |  |  |  |  | 13    | 8º   |

| 1999 | Scuderia                     | Vettura                      |     |   |     |  |   |   |     |   |   |    |     |   |   |   |  |  | Punti | Pos. |
| ---- | ---------------------------- | ---------------------------- | --- | - | --- |  | - | - | --- | - | - | -- | --- | - | - | - |  |  | ----- | ---- |
| 1999 | Marlboro Mitsubishi Ralliart | Mitsubishi Carisma GT Evo VI | Rit | 9 | Rit |  | 4 | 8 | Rit | 4 | 8 | 10 | Rit | 4 | 4 | 5 |  |  | 14    | 8º   |

| 2000 | Scuderia                     | Vettura                      |   |   |     |   |   |   |     |     |     |   |     |   |     |     |  |  | Punti | Pos. |
| ---- | ---------------------------- | ---------------------------- | - | - | --- | - | - | - | --- | --- | --- | - | --- | - | --- | --- |  |  | ----- | ---- |
| 2000 | Marlboro Mitsubishi Ralliart | Mitsubishi Carisma GT Evo VI | 6 | 8 | Rit | 6 | 8 | 5 | Rit | Rit | Rit | 8 | Rit | 8 | Rit | Rit |  |  | 4     | 15º  |

| 2001 | Scuderia                     | Vettura                                              |   |    |     |   |   |   |   |   |    |    |    |    |    |     |  |  | Punti | Pos. |
| ---- | ---------------------------- | ---------------------------------------------------- | - | -- | --- | - | - | - | - | - | -- | -- | -- | -- | -- | --- |  |  | ----- | ---- |
| 2001 | Marlboro Mitsubishi Ralliart | Mitsubishi Carisma GT Evo VI e Mitsubishi Lancer WRC | 6 | 13 | Rit | 4 | 6 | 5 | 9 | 5 | 10 | 11 | 12 | 12 | 11 | Rit |  |  | 9     | 13º  |

| 2002 | Scuderia            | Vettura                                   |     |     |   |    |     |     |     |     |   |     |    |   |     |   |  |  | Punti | Pos. |
| ---- | ------------------- | ----------------------------------------- | --- | --- | - | -- | --- | --- | --- | --- | - | --- | -- | - | --- | - |  |  | ----- | ---- |
| 2002 | Hyundai Castrol WRT | Hyundai Accent WRC2 e Hyundai Accent WRC3 | Rit | Rit | 9 | 10 | Rit | Rit | Rit | Rit | 9 | Rit | 28 | 6 | Rit | 8 |  |  | 1     | 17º  |

| 2003 | Scuderia                                          | Vettura                               |     |    |    |     |     |     |     |    |    |   |  |  |  |   |  |  | Punti | Pos. |
| ---- | ------------------------------------------------- | ------------------------------------- | --- | -- | -- | --- | --- | --- | --- | -- | -- | - |  |  |  | - |  |  | ----- | ---- |
| 2003 | Hyundai World Rally Team e Marlboro Peugeot Total | Hyundai Accent WRC3 e Peugeot 206 WRC | Rit | 10 | 10 | Rit | Rit | Rit | Rit | 11 | 10 | 8 |  |  |  | 6 |  |  | 4     | 13º  |

| 2004 | Scuderia               | Vettura         |   |     |  |  |  |  |  |  |  |   |  |  |  |   |     |  | Punti | Pos. |
| ---- | ---------------------- | --------------- | - | --- |  |  |  |  |  |  |  | - |  |  |  | - | --- |  | ----- | ---- |
| 2004 | Marlboro Peugeot Total | Peugeot 307 WRC | 5 | Rit |  |  |  |  |  |  |  | 6 |  |  |  | 7 | Rit |  | 9     | 10º  |

| 2022 | Scuderia | Vettura                |    |  |  |  |    |  |  |    |    |  |  |  |  |  |  |  | Punti | Pos. |
| ---- | -------- | ---------------------- | -- |  |  |  | -- |  |  | -- | -- |  |  |  |  |  |  |  | ----- | ---- |
| 2022 |          | Škoda Fabia Rally2 Evo | 24 |  |  |  | 17 |  |  | 20 | 17 |  |  |  |  |  |  |  | 0     |      |

| Legenda | 1º posto | 2º posto | 3º posto | A punti | Senza punti | Ritirato | Squalificato | NP=Non partito C=Gara cancellata | Apice=Power stage |

### WRC-2
| 2022 | Scuderia | Vettura                |    |  |  |  |    |  |  |   |   |  |  |  |  |  |  |  | Punti | Pos. |
| ---- | -------- | ---------------------- | -- |  |  |  | -- |  |  | - | - |  |  |  |  |  |  |  | ----- | ---- |
| 2022 |          | Škoda Fabia Rally2 Evo | 10 |  |  |  | 10 |  |  | 9 | 9 |  |  |  |  |  |  |  | 6     | 40º  |

| Legenda | 1º posto | 2º posto | 3º posto | A punti | Senza punti | Ritirato | Squalificato | NP=Non partito C=Gara cancellata | Apice=Power stage |

### WRC-2 Masters Cup
| 2022 | Scuderia | Vettura                |   |  |  |  |   |  |  |   |   |  |  |  |  |  |  |  | Punti | Pos. |
| ---- | -------- | ---------------------- | - |  |  |  | - |  |  | - | - |  |  |  |  |  |  |  | ----- | ---- |
| 2022 |          | Škoda Fabia Rally2 Evo | 3 |  |  |  | 1 |  |  | 1 | 2 |  |  |  |  |  |  |  | 83    | 4º   |

| Legenda | 1º posto | 2º posto | 3º posto | A punti | Senza punti | Ritirato | Squalificato | NP=Non partito C=Gara cancellata | Apice=Power stage |